# Battaglia di Palermo (251 a.C.)
La seconda battaglia di Palermo, combattuta nel quadro della prima guerra punica, si svolse nel 251 a.C. e vide le forze della Repubblica romana, che avevano conquistato la città tre anni prima, resistere a un pesante attacco dei Cartaginesi. Fu denominata da Polibio battaglia di Monte Ercte.

## Situazione
Dopo la sconfitta nella battaglia di Tunisi del 255 a.C., i Romani cercarono di riportare in patria la flotta e i superstiti. La flotta fece naufragio per una tempesta e le perdite umane e materiali furono ingentissime. L'anno successivo le legioni di Roma strapparono Palermo ai Cartaginesi mentre Asdrubale, il generale punico inviato in Sicilia, si accontentava di tenere in allenamento il suo esercito nei pressi di Capo Lilibeo che era ancora in mano cartaginese. L'estate successiva Gneo Servilio Cepione e Gaio Sempronio Bleso, i consoli romani si recarono sulle coste africane per effettuare degli sbarchi ma giunti all'isola di Meninge, conosciuta anche come "isola dei Lotofagi", vicino alla Piccola Sirte finirono arenati e a stento riuscirono a liberare le navi e a tornare verso la Sicilia. Ancora una volta i romani
(Polibio, Storie, I, 39, BUR. Milano, 2001. trad.: M. Mari.)
A questo punto Roma decise di non insistere sul mare e, mantenuta solo una sessantina di navi da carico per i rifornimenti delle truppe, mandarono in Sicilia i nuovi consoli Gaio Aurelio Cotta e Publio Servilio Gemino con rinforzi per le legioni.
Cartagine si trovò, quindi, in condizioni molto migliorate; sul mare regnava incontrastata e, dopo la vittoria a Tunisi ottenuta per mezzo degli elefanti, riteneva di sapere come contrastare efficacemente le legioni di Roma.
La pur contestata ricostruzione polibiana riferisce di un possente esercito supportato da oltre duecento navi e centoquaranta elefanti da guerra.
(Polibio, Storie, I, 38, BUR. Milano, 2001. Trad.: D. Musti)
Per tutto l'anno successivo le legioni romane rifiutarono lo scontro diretto con Asdrubale mantenendosi su terreni non pianeggianti, inadatti all'uso degli elefanti, e assediando Termini Imerese e Lipari. Roma fece costruire cinquanta navi per riportare in mare una guerra che sul fronte terrestre si era fermata. Su queste basi strategiche, metà dell'esercito fu riportato a Roma con il console Gaio Furio Pacilo e metà rimase a Palermo, agli ordini dell'altro console Lucio Cecilio Metello, per proteggere i raccolti che erano in corso. Asdrubale, vista la riduzione delle forze nemiche pensò che fosse giunto il momento opportuno, ruppe gli indugi e guidò il suo esercito da Lilibeo fino ai confini del territorio di Palermo.

## La battaglia
Il console romano, in parte per rassicurare i suoi uomini terrorizzati dagli elefanti, in parte per calcolo tattico, ritenne più produttivo rimanere al riparo delle mura della città ed evitare lo scontro diretto con i possenti animali da combattimento che facevano parte dell'esercito cartaginese.
Asdrubale, vedendo questa remissività del nemico, convinto che Cecilio Metello non osasse uscire dalle mura, lanciò il suo esercito verso la città e impegnò i suoi uomini nella più ovvia delle operazioni. I Cartaginesi iniziarono la distruzione di raccolti e attrezzature per spingere l'esercito nemico arroccato ad uscire e difendere il territorio nel più classico degli scontri diretti: la battaglia campale.
Cecilio Metello non era di quest'avviso. Mantenne le sue truppe all'interno delle mura fino a quando il suo avversario portò gli uomini e gli elefanti ad oltrepassare il fiume Oreto che passava vicino alla città. Allora il console romano fece uscire la fanteria leggera che prese a stuzzicare le truppe cartaginesi tanto da portarle allo schieramento in ordine di battaglia. Ma Metello non schierò le sue truppe;
(Polibio, Storie, I, 40, BUR. Milano, 2001. trad.: M. Mari.)
Nel caso fossero ricacciati, gli arcieri dovevano rifugiarsi in un fossato e da lì continuare a far piovere frecce sugli elefanti; un certo numero di operai presi al mercato doveva portare rifornimenti di frecce ai combattenti. Il console stesso guidava i manipoli di fanti che venivano continuamente mandati di rinforzo alle truppe esterne alla porta della città che veniva assalita dall'ala sinistra cartaginese.
Lanciato all'attacco, l'esercito cartaginese sfondò facilmente la linea degli arcieri e dei fanti leggeri mettendoli in fuga e riducendoli dentro al fossato. Assieme alle truppe di fanteria sui Romani piombarono gli elefanti da guerra. Quella che doveva essere l'arma di supporto e sfondamento punica divenne lo strumento della sconfitta. Gli arcieri ricoprivano di frecce gli animali e i fanti, riparati dal fossato, con le lunghe lance riuscivano a ferirli nella parte inferiore; gli elefanti dei cartaginesi,
(Polibio, Storie, I, 40, BUR. Milano, 2001. trad.: M. Mari.)
Metello attendeva solo questo. I ranghi punici erano sconvolti, gli uomini schiacciati e messi in fuga dai loro stessi elefanti. Gli elefanti non costituivano più un problema per i Romani, anzi lo erano diventati per i Cartaginesi. Cecilio Metello ordinò alle truppe di uscire dalla città, si lanciò sul fianco dello scompaginato esercito punico con truppe fresche e ben ordinate. La sconfitta dei punici fu pesante. Dieci elefanti furono catturati con gli "indiani", come venivano chiamati i loro conducenti. Gli altri elefanti, che si erano liberati dagli "indiani", furono in seguito circondati e catturati anch'essi.

## Dopo la battaglia
Polibio non precisa quanti uomini persero la vita fra le file puniche. Molti furono uccisi, il resto fu messo in fuga. Eutropio e Orosio parlano di 20 000 caduti per Cartagine.
Con questa battaglia Roma riprese fiducia nelle operazioni terrestri avendo visto che gli elefanti non erano poi imbattibili. Su queste basi venne ricostruita una flotta, di circa duecento navi per riportare la guerra in Africa e le legioni vennero potenziate per cercare di chiudere, dopo quattordici anni di operazioni, la prima guerra punica.
Cartagine, per contro, aveva visto ridursi il controllo del territorio siciliano alle poche miglia quadrate attorno a Trapani, a Lilibeo e in generale alla punta occidentale dell'isola. E stava per essere attaccata su quelle posizioni; lì Roma doveva e voleva porre le basi per portare la guerra alle mura di Cartagine stessa.